# 科巴姆 (喬治亞州)
科巴姆（英語：Cobbham）是位於美國喬治亞州麥克達菲縣的一個非建制地區。該地的面積和人口皆未知。

## 地理
科巴姆的座標為33°34′07″N 82°25′57″W / 33.56861°N 82.43250°W，而該地的平均海拔高度為161米（即528英尺）。